# Ron Hansen
Ron Hansen (Omaha, 8 de dezembro de 1947) é um romancista, ensaísta e professor de literatura estadunidense.
Seu livro The assassination of Jesse James by the coward Robert Ford (1983) foi adaptado para o filme homónimo de 2007.
É professor de Artes e Humanidades na Universidade Santa Clara, e dá cursos de escrita e literatura. É casado com a escritora Bo Caldwell.
Em janeiro de 2007, Hansen foi ordenado diácono da Igreja Católica.

## Obras
- Desperadoes - 1979
- The assassination of Jesse James by the coward Robert Ford - 1983
- The Shadowmaker - 1987
- Nebraska - 1989
- Mariette in Ecstasy - 1991
- Atticus - 1996
- Hitler's Niece - 1999
- A Stay Against Confussion: Essays on Faith and Fiction - 2001
- Isn't It Romantic? - 2003